# Cybianthus cyclopetalus
Cybianthus cyclopetalus Mez – gatunek roślin z rodziny pierwiosnkowatych (Primulaceae). Występuje naturalnie w Peru oraz Brazylii (w stanach Acre i Amazonas). 

## Morfologia
PokrójZimozielony krzew.
LiścieBlaszka liściowa jest skórzasta i ma eliptyczny lub odwrotnie jajowato eliptyczny kształt. Mierzy 15 cm długości oraz 5 cm szerokości, jest całobrzega, ma stłumioną nasadę i spiczasty wierzchołek. Ogonek liściowy jest owłosiony i ma 20 mm długości.
KwiatyObupłciowe, zebrane po 8–10 w gronach wyrastających z kątów pędów. Mają 4 działki kielicha o trójkątnym kształcie i dorastające do 1 mm długości. Płatki są 4, są niemal okrągłe i mają zielonobiaławą barwę oraz 2–3 mm długości.

## Biologia i ekologia
Rośnie w wilgotnym lesie równikowym. 